# Greta Holmgren
Anna Margareta (Greta) Holmgren, född 17 maj 1870 i Lund, död 17 november 1961 i Stockholm, var en svensk författare ofta kallad Sago-Greta.

## Biografi
Greta Holmgren föddes 1870 som äldsta barn till professor Fritiof Holmgren och författaren Ann Margret Holmgren, född Tersmeden. Fadern var en internationellt känd fysiolog och var Sveriges förste professor i fysiologi. Modern var bland annat VD för Upsala Nya Tidning mellan 1897 och 1898, och mycket engagerad i kvinnorättsfrågor och -föreningar. Greta fick sju syskon, däribland läkaren och professorn Israel Holmgren (född 1871) och marinofficeren Björn Frithiofsson Holmgren (född 1872) (båda även riksdagsmän), elpionjären Torsten Holmgren (född 1874) och professorn Gunnar Holmgren (född 1875).
Greta Holmgren gick i förskola i Uppsala och gick i piano-sångklass vid Musikaliska akademien i Stockholm. Hon studerade senare musik i Christiania och Berlin. 1895 gifte hon sig med blivande generalkonsuln Johan Olof Lilliehök af Fårdala, med vilken hon fick döttrarna Gerd (1896) och Birgitta (1899–1990). Paret skilde sig 1904 och 1912 gifte hon om sig med konsthistorikern Sixten Strömbom. De skilde sig 1923.

### Karriär
Holmgren turnerade med föredrag och musikaftnar och 1923 var hon med och skapade Barnens paradis vid Jubileumsutställningen i Göteborg. Hon var även anställd på Dagens Nyheter där hon redigerade barnsidan. På 1960-talet berättade hon sagor i Sveriges Radio.
1923 skrev hon barnoperan De tre mostrarna eller Flickan som spann guld av långhalm vars musik komponerades av Kurt Atterberg.
Hon avled 17 november 1961, 91 år gammal, och är begravd i den Holmgrenska familjegraven i Uppsala.